# Białoruski Państwowy Uniwersytet Pedagogiczny im. Maksima Tanka
Białoruski Państwowy Uniwersytet Pedagogiczny im. Maksima Tanka (biał. Беларускі Дзяржаўны Педагагічны Універсітэт імя Максіма Танка) – białoruska uczelnia w Mińsku, istniejąca od 1993 i kształcąca kadry nauczycielskie.
Uniwersytet składa się z 14 Wydziałów: Historycznego, Kultury i Filologii Białoruskiej, Filologii Rosyjskiej, Technik Społeczno-Pedagogicznych, Edukacji Przedszkolnej, Psychologii, Kultury Ludowej, Fizyki, Matematyki, Edukacji Początkowej, Muzyczno-Pedagogicznego, Edukacji Specjalnej, Wiedzy o Przyrodzie, Przygotowania do Studiów.

## Historia
Korzenie placówki sięgają 21 listopada 1914, gdy dokonano uroczystego otwarcia Instytutu Nauczycielskiego w Mińsku, mającego kształcić kadry nauczycielskie w guberni mińskiej Imperium Rosyjskiego. Po rewolucji październikowej uczelnia została przekształcona w Miński Instytut Edukacji Ludowej (biał. Мінскі інстытут народнай адукацыі), po czym w 1920 wszedł on w skład nowo utworzonego Białoruskiego Uniwersytetu Państwowego jako jego Wydział Pedagogiczny. 28 lipca 1931 placówkę ponownie wydzielono z BUP i przekształcono w niezależną jednostkę – Białoruski Wyższy Państwowy Instytut Pedagogiczny (biał. Беларускі дзяржаўны вышэйшы педагагічны інстытут). W 1936 uczelni nadano imię Maksima Gorkiego, w 1995 zmieniono patrona na Maksima Tanka.
8 września 1993 Instytut przekształcono w Białoruski Państwowy Uniwersytet Pedagogiczny im. Maksima Gorkiego (od 1995: im. Maksima Tanka). Rektorem uczelni jest Piotr Kucharczyk.

## Lektorat języka polskiego
W drugiej połowie lat 90. XX wieku w Instytucie Języków Obcych Białoruskiego Państwowego Uniwersytetu Pedagogicznego prowadzony był lektorat języka polskiego. Inicjatywa jego utworzenia pojawiła się w 1995 roku. W tym samym roku uczelnia wydała zgodę na sformowanie grupy, której tok nauczania obejmowałby język polski i białoruski. Placówka nawiązała współpracę z Uniwersytetem Śląskim. W 2000 roku uczelnię opuściło pierwszych 26 absolwentów z dyplomami upoważniającymi do nauczania języka polskiego. W początkowym okresie funkcjonowania lektoratu problemem była mała liczba podręczników i ograniczone możliwości odbywania staży i praktyk na uczelniach w Polsce. Brak odpowiedniej kadry naukowej, przede wszystkim specjalistów z zakresu filologii polskiej, a także brak egzaminów wstępnych powodowały, że poziom nauczania był wówczas niski jak na standardy akademickie, porównywalny z kursami językowymi. W 2001 roku instytucja otrzymała wsparcie ze strony działaczy ze Stowarzyszenia „Wspólnota Polska” i Fundacji „Pomoc Polakom na Wschodzie”, dzięki którym wyremontowano pracownię polonistyczną oraz wyposażono ją w bogaty księgozbiór metodyczny i filmotekę. Remont zakończył się 18 grudnia 2001 roku i doprowadził do znacznej poprawy warunków pracy wykładowców i studentów. W późniejszym okresie na specjalizację nauczycielską z języka polskiego w Instytucie Języków Obcych przyjmowano 25 osób przy sześciokrotnie większej liczbie kandydatów.